# Теренколь
Теренко́ль (каз. Тереңкөл) — село, центр Теренкольського району Павлодарської області Казахстану. Адміністративний центр Теренкольського сільського округу.
Населення — 8208 осіб (2021; 7355 у 2009, 8585 у 1999, 10636 у 1989).
Станом на 1989 рік село мало статус смт, до 2008 року називалось Качири.